# Alejandro Apud
Alejandro Rubén Apud Varela (Montevideo, Uruguay; 22 de octubre de 1967), más conocido como "Turco Apud", es un exfutbolista (se desempeñaba como arquero) y actual entrenador Uruguayo de fútbol del Montevideo Wanderers.

## Estadísticas como entrenador
| Club                 | País    | Año       | PJ  | PG  | PE  | PP  | GF  | GC  | DG  | Efectividad |
| -------------------- | ------- | --------- | --- | --- | --- | --- | --- | --- | --- | ----------- |
| Cerro                | Uruguay | 2010-2011 | 3   | 1   | 0   | 2   | 4   | 7   | -3  | 33.33%      |
| Sud América          | Uruguay | 2011-2014 | 82  | 29  | 24  | 29  | 98  | 89  | +9  | 45.13%      |
| Liverpool            | Uruguay | 2014-2015 | 28  | 17  | 7   | 4   | 69  | 28  | +41 | 69.04%      |
| Atenas               | Uruguay | 2016      | 7   | 6   | 1   | 0   | 17  | 6   | +11 | 90.47%      |
| Boston River         | Uruguay | 2016-2018 | 94  | 31  | 23  | 40  | 106 | 112 | -6  | 41.14%      |
| Racing de Montevideo | Uruguay | 2019      | 10  | 2   | 2   | 6   | 11  | 21  | -10 | 26.67%      |
| Juventud             | Uruguay | 2020-2021 | 38  | 15  | 12  | 11  | 44  | 38  | +6  | 50%         |
| Ayacucho             | Perú    | 2022      | 23  | 5   | 3   | 15  | 32  | 38  | -6  | 26.09%      |
| Academia Cantolao    | Perú    | 2022      | 18  | 4   | 7   | 7   | 19  | 22  | -3  | 33.34%      |
| Boston River         | Uruguay | 2023      | 29  | 11  | 5   | 13  | 35  | 33  | +2  | 43.68%      |
| Danubio              | Uruguay | 2024-2025 | 38  | 12  | 18  | 8   | 42  | 38  | +4  | 47.37%      |
| Montevideo Wanderers | Uruguay | 2025-Act. | 11  | 4   | 5   | 2   | 8   | 6   | +2  | 51.51%      |
| Total                | Total   | Total     | 381 | 137 | 107 | 137 | 485 | 438 | +47 | 45.32%      |

## Palmarés

### Títulos nacionales
| Competición      | Equipo      | País    | Año     |
| ---------------- | ----------- | ------- | ------- |
| Segunda División | Fénix       | Uruguay | 2006-07 |
| Segunda División | Sud América | Uruguay | 2012-13 |
| Segunda División | Liverpool   | Uruguay | 2014-15 |